# La polizia chiede aiuto
La polizia chiede aiuto è un film del 1974 diretto da Massimo Dallamano.
È considerato uno dei tentativi più riusciti di mescolare genere giallo e poliziottesco.

## Trama
Nella soffitta di una casa in un piccolo paesino della provincia di Brescia viene trovato il cadavere impiccato di Silvia Polvesi, una ragazza di quindici anni. I fatti inizialmente fanno pensare ad un suicidio. Le indagini vengono iniziate dal commissario Valentini e continuate dal collega Silvestri, sotto la direzione del Sostituto Procuratore Vittoria Stori. Gli interrogatori di testi e di indiziati, ma specialmente la scoperta di un nastro ove sono anche registrati diversi incontri amorosi, collegano il caso Polvesi con un'organizzazione di squillo giovanissime, tutte studentesse del medesimo istituto scolastico, una delle quali è Patrizia Valentini, figlia del commissario. Le deposizioni delle ragazze coinvolte permettono di individuare nello psicologo Beltrame il capo di tale organizzazione, ma il proseguimento delle indagini porta ad altre scioccanti scoperte, sono infatti coinvolti nell'organizzazione alti funzionari dello Stato, come ministri e parlamentari. Quando Silvestri ha le prove per far scoppiare uno scandalo a livello nazionale arrivano ordini ministeriali che obbligano il sostituto Stori a chiudere le indagini.

## Distribuzione
Distribuito nei cinema italiani il 10 agosto 1974.

## Accoglienza
La polizia chiede aiuto ha incassato complessivamente 1.344.301.000 di lire dell'epoca.